# Thapsia nitida var. meridionalis
Thapsia nitida subsp. meridionalis é uma variedade de planta com flor pertencente à família Apiaceae. 
A autoridade científica da variedade é A.Pujadas, tendo sido publicada em Anales Jard. Bot. Madrid 57: 465 (2000).

## Portugal
Trata-se de uma variedade presente no território português, nomeadamente em Portugal Continental.
Em termos de naturalidade é nativa da região atrás indicada.

## Protecção
Não se encontra protegida por legislação portuguesa ou da Comunidade Europeia.